# انتخابات الرئاسة الهندية 1962
انتخابات الرئاسة الهندية 1962 هي الانتخابات الرئاسية التي جرت في 7 مايو 1962، في الهند، لانتخاب رئيس الهند، فاز بالانتخابات سارفيبالي راذاكريشنان.